# Angelina Mikhaylova
Pour les articles homonymes, voir Mikhaylova.
Angelina Trifоnova Mikhaylova, née le 9 juin 1960  à Plovdiv, est une joueuse bulgare de basket-ball. Elle évolue durant sa carrière au poste d'arrière.

## Palmarès
- Vice-championne olympique 1980